# 河野通一
河野 通一（こうの みちかず、1909年2月11日 - 1997年3月2日）は日本の大蔵官僚。銀行局長、理財局長、国民金融公庫総裁、日本銀行副総裁などを歴任。衆議院議員や外務大臣を務めた柿澤弘治は娘婿。衆議院議員の柿沢未途は孫。

## 来歴
兵庫県姫路市生まれ、広島県広島市育ち。広島高等師範学校附属小学校・中学校（現・広島大学附属小学校、広島大学附属中学校・高等学校）、旧制第一高等学校を経て、東京帝国大学法学部法律学科を卒業。東京帝国大学法学部法律学科卒業。東大法学部在学中に高等試験行政科に合格。1932年 大蔵省入省。銀行局属。1934年2月 松山税務署長。1935年6月 淀川税務署長。1945年5月 金融局銀行課長。1946年2月 銀行局銀行課長。1947年7月 主計局第二部長（農林、公共事業、商工、運輸、鉄道、逓信、戦災復興院、終戦処理担当）。1948年7月 主計局主計官。同年10月 大臣官房次長。1949年7月 経済安定本部総裁官房次長。1951年5月 銀行局長。1955年8月 理財局長。1957年6月11日 退官、日本開発銀行理事（〜1961年4月）。1961年4月 商工組合中央金庫副理事長（〜1967年4月）。1967年4月 国民金融公庫総裁（〜1969年12月）。1969年12月 日本銀行副総裁（〜1974年）。勲一等瑞宝章受章。1997年3月2日 肺炎で死去。

## 略歴
- 1932年4月：大蔵省入省。銀行局属[2]。
- 1934年2月：松山税務署長。
- 1935年6月：淀川税務署長。
- 1936年7月：銀行局銀行検査官。
- 1938年8月：大臣官房財政経済調査課。
- 1942年4月：監理局保険課長。
- 1943年3月：外資局・中華民国出張。
- 1945年5月：金融局銀行課長。
- 1946年2月：銀行局銀行課長。
- 1946年6月：銀行局銀行課長 兼 特別調査室長。
- 1947年7月：主計局第二部長（農林、公共事業、商工、運輸、鉄道、逓信、戦災復興院、終戦処理担当）[3]。
- 1947年11月：主計局第二部長（農林、公共事業、商工、運輸、鉄道、逓信、戦災復興院、終戦処理担当） 兼 主計局第二部第六課長（商工担当）[3]。
- 1948年1月：主計局第二部長（農林、公共事業、商工、運輸、鉄道、逓信、戦災復興院、終戦処理担当）[3]。
- 1948年7月：主計局主計官。
- 1948年10月：大臣官房次長。
- 1949年6月：経済安定本部総裁官房。
- 1949年7月：経済安定本部総裁官房次長。
- 1951年5月：銀行局長 兼 銀行局検査部長。
- 1951年7月：銀行局長。
- 1955年5月：銀行局長 兼 銀行局検査部長。
- 1955年8月：理財局長。
- 1957年6月11日：退官。